# Sumber Jatipohon
Sumber Jatipohon is een bestuurslaag in het regentschap Grobogan van de provincie Midden-Java, Indonesië. Sumber Jatipohon telt 5700 inwoners (volkstelling 2010).